# 維吉尼亞公司
維吉尼亞公司（英語：Virginia Company）是一家英国贸易公司，由国王詹姆斯一世于 1606年4月10日特许成立，目的是在美国东海岸殖民。該地為致敬英國女王伊莉莎白一世，被命名為維吉尼亞（Virginia），範圍從現在的緬因州一直延伸到北卡羅萊納州。1607年，維吉尼亞公司在詹姆士敦建立第一個永久的英國殖民地。
維吉尼亞公司由倫敦公司與普利茅斯公司組成，兩者可視為部門共同殖民維吉尼亞。倫敦公司負責北緯34°至41°的殖民事務，普利茅斯公司負責北緯38°至45°區域。1609年，根據第二特許狀，維吉尼亞在原先殖民區域的基礎上，被正式區分為第一與第二殖民地，交由兩部門治理。1624年，英王詹姆斯撤銷維吉尼亞公司的特許，維吉尼亞殖民地轉變為皇家殖民地，維吉尼亞公司解散。

## 沿革

### 與印地安人戰鬥
西元1607年5月，108個殖民者被差派至新世界找尋金子，甚至還要找出能從美國抵達中國的水路。這108個殖民者乘著三條小船出發，這些人中有一半是貴族，另一半則是平民階級，但他們的航海經驗豐富。貴族和平民之間經常起爭執，而且貴族拒絕工作。其中約翰·史密斯是殖民者最討厭的一個。但是他寫的許多日記可以幫助我們了解更多新世界早期的生活。
殖民者到達了新世界（現：維吉尼亞），開始紮營並找尋黄金。雖然他們知道印地安人能在任何時候去他們附近，但為了表示友好，殖民者沒有武裝就到河流找尋金子。但印地安人恐懼白人（殖民者）的侵略，因此他們不時攻擊白人。最终開啟了他們之間的戰爭。
英國殖民者對他們的文化和武器很有信心。步槍、大砲、輕但堅硬的頭盔和盔甲，能保護手的劍等，但這些武器是用於對付西班牙軍隊，而非印地安人。而且，新世界有13,000個印地安人圍攏他們。海的遠處就是西班牙船巡邏的區域。所以殖民者不能離開，必須與印地安人戰鬥。

### 堡壘，生存，死亡
移居者紛紛倒下，他們的武器顯然不是很有用。僅管他們艱苦訓練，也無法停止移居者的數量下降，只得修造堡壘。他們決定長期居住在堡壘裡面直到維吉尼亞公司援助他們。他們快速地趕工，砍了600棵樹並掘了許多孔。終於在19天內完成了堡壘的建築，但這使更多殖民者生病和死亡。三角堡壘十分有效地停止了印地安人的突擊，因為它的圍牆高兩米，而每個角都有更小的堡壘，並放有大砲，其中兩個向森林，一個向海，可以同時防範印地安人和西班牙。但在堡壘裡面，殖民者人數少於50。
但對於殖民者死餘50人，历史学家不太相信這是印地安人的傑作。經發掘後，历史学家認為既不是印地安人，也不是病毒殺害他們，而是當地唯一的河 – 詹姆斯河害他们送命。历史学家發現當時的旱災使詹姆斯河的鹽分過高，殖民者飲過河水後就覺得更渴，大腦就會想得到更多水，最终殖民者因不能解渴而导致身體開始吸收細胞的水份，使身體變弱，然後神志不清，最後死亡。
當時大部份的死者都被埋在堡壘裡，唯獨一個不明人士被埋在堡壘外，历史学家推測此人十分重要，但原因不明。
除了鹽中毒外，殖民者還必須面對食物短缺的問題。但約翰・史密斯非常聰明，他在與印地安人戰爭期間學會了一些印地安人的文化和語言，幫助他和印地安人交易。但印地安人都被殖民者的五顏六色的寶石吸引了。
但和平並沒有長期維持。有一夜當約翰・史密斯出巡時睡著了。他的火藥袋不明不白的起火，然後他失去了他的腿。至今仍不知道這是否為意外事故，还可能是某人想殺害他，因為約翰・史密斯是所有人都恨的。
約翰·史密斯航行回到英國，以後再沒有機會回到新世界。而維吉尼亞公司的援助到了。現在在海岸地區有200 多個殖民者。在他們之中有一些婦女。但他们并没有过上他们想要的日子，因為跟隨而來的是飢餓時期。
飢餓時期发生1608年的冬天，殖民者被迫要殺馬，和吃掉所有可以吃的，包括人。所以就导致最终只有60人还活著。

### 殖民開始
維吉尼亞公司更多的援助到了，殖民者漸漸控制了維吉尼亞更深入的土地，到了1800年以後，殖民者不再需要堡壘, 于是堡壘就被埋在田下了。

## 徽章含义
|  | 備注该纹章包括： 飾章在红白二色的花圈之上，一位女王在肩膀以下穿着得体，头发散乱，头戴着东冠。 盾紋一个红色的圣乔治十字位于四个盾牌之间，每个盾牌之中都有皇冠。其第一及第四格相同，为法兰西皇室纹章和英格蘭皇家徽章的结合；第二格为蘇格蘭皇家徽章；第三格则为爱尔兰皇家徽章 扶盾者两名身着全套铠甲的男子，打开面罩，头盔上附有三根鸵鸟的羽毛，胸前有一个十字架，手中各持一柄骑枪。 |

## 延伸阅读
- Bemis, Samuel M. . Louisiana State University Press, 1940 / reprinted by Genealogical Publishing Com. 2009 [1940]  [2020-06-27]. （原始内容存档于2020-07-13）.

1. ↑  . American History.
2. ↑  英國女王伊莉莎白一世因終生未婚，有「童貞女王」（The Virgin Queen）的稱號。
3. ↑  . American History.   [2024-05-31]. （原始内容存档于2024-05-31）.